# Graham Hedman
Graham Hedman (* 6. Februar 1979) ist ein britischer Sprinter, der sich auf den 400-Meter-Lauf spezialisiert hat.
Bei den Europameisterschaften 2006 in Göteborg erreichte er das Halbfinale und gewann mit dem britischen Team Silber in der 4-mal-400-Meter-Staffel.
2010 war er im Vorlauf Teil der britischen Stafette, die bei den Europameisterschaften in Barcelona Silber gewann. Auch bei den Commonwealth Games 2010 in Neu-Delhi trug er mit einem Einsatz im Vorlauf zum Gewinn der Bronzemedaille für die englische 4-mal-400-Meter-Stafette bei.

## Persönliche Bestzeiten
- 200 m: 21,02 s, 3. Juli 2004, Birmingham
- 400 m: 45,84 s, 11. Juni 2006, Gateshead